# Solas (grupo musical)
Solas es un grupo musical americano formado en 1994 que toca música tradicional irlandesa así como composiciones originales, a veces demostrando una inclinación hacia la música country en álbumes recientes.

## Trayectoria
Su nombre proviene de una palabra irlandesa que significa luz. En 1994 la banda fue creada por Séamus Egan, quién había grabado dos álbumes solo así como una banda sonora a una película; Winifred Horan, miembro de Cherish the Ladies; John Doyle, anteriormente un miembro de Susan McKeown & The Chanting House con Egan; Karan Casey y John Williams. Su primera actuación fue en la Georgetown University, en el Gaston Hall, en Washington, D.C. en 1995.

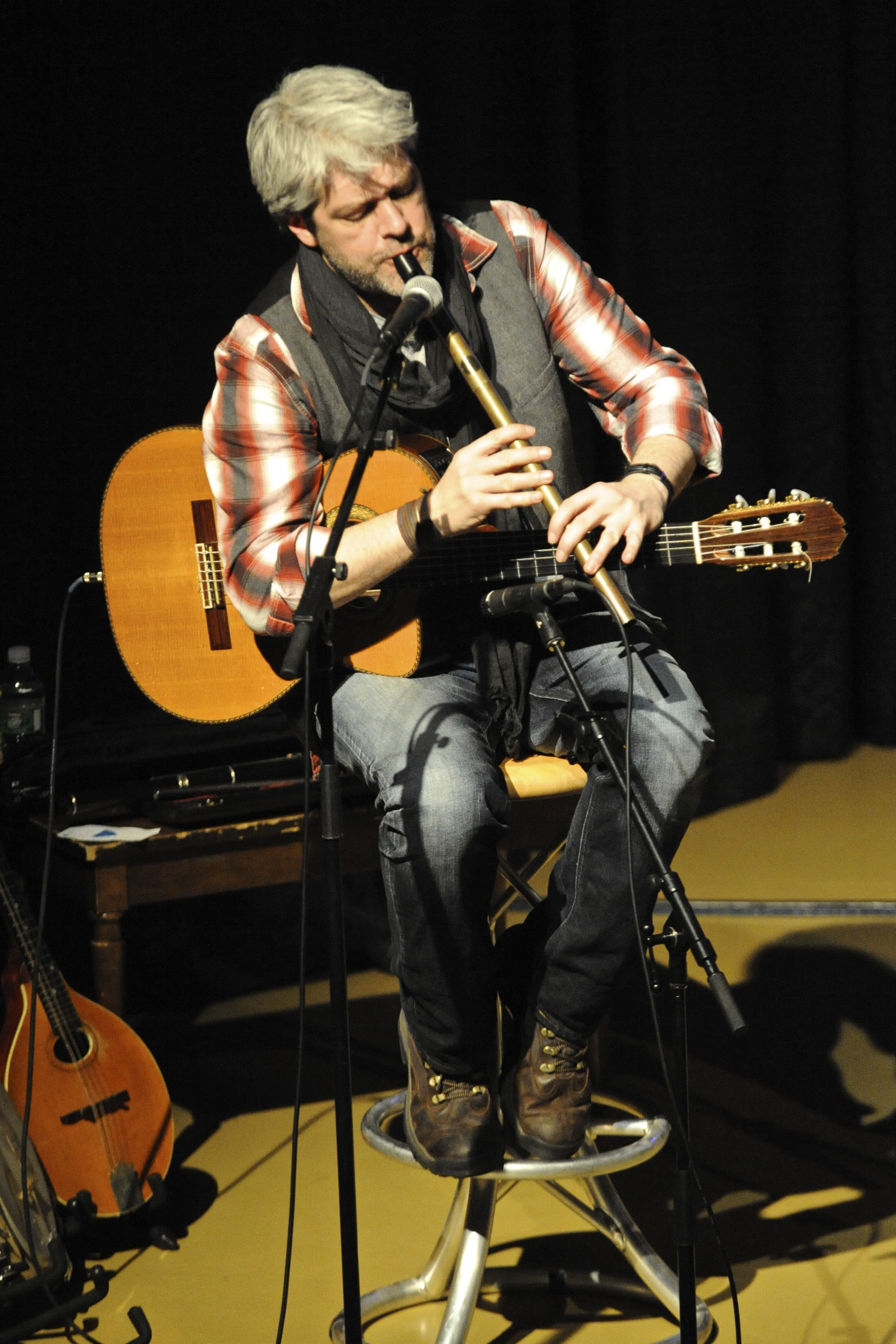
Séamus Egan

El año 1996  grabaron su primer álbum y, en octubre, hicieron una gira por los EE. UU. Un segundo álbum siguió en 1997 y varios miembros de Solas aparecieron en el  álbum de debut de Karan en solitario, como músicos de sesión. Después de su segundo álbum, John Williams dejó Solas para seguir una carrera en solitario siendo reemplazado por Mick McAuley.  En 1999, entre las publicaciones de The Words That Remain y The Hour Before Dawn, Karan dejó el grupo por un propósito similar y fue reemplazada por Deirdre Scanlan. John Doyle dejó el grupo después de la publicación de The Hour Before Dawn, siendo reemplazado por Donal Clancy.  Clancy salió del grupo después de la publicación de The Edge of Silence, y fue reemplazado por Éamon McElholm. En junio de 2008 la banda anunció que Mairead Phelan se había unido el grupo como cantante.  En septiembre de 2010, Niamh Varian-Barry, de Cork, reemplazó a Mairead Phelan como cantante solista de Solas.  En julio de 2013,  anunciaron en su página de Facebook que Niamh dejaba la banda y que Noriana Kennedy la reemplazaría.  En 2015, Solas ha actuado en giras con Johnny Connolly en el acordeón en el sitio de Mick McAuley. Moira Smiley también ha actuado con la banda como cantante adicional.

## Discografía
- 1996 — Solas
- 1997 — Sunny Spells and Scattered Showers
- 1998 — The Words That Remain
- 2000 — The Hour Before Dawn
- 2002 — The Edge of Silence
- 2003 — Another Day
- 2005 — Waiting for an Echo
- 2006 — Reunion: A Decade of Solas
- 2008 — For Love and Laughter
- 2010 — The Turning Tide
- 2013 — Shamrock City
- 2016 — All These Years